# Châtillon-lès-Sons
Châtillon-lès-Sons è un comune francese di 81 abitanti situato nel dipartimento dell'Aisne della regione dell'Alta Francia.

## Società

### Evoluzione demografica
Abitanti censiti